# Pedroso (Hiszpania)
Pedroso – gmina w Hiszpanii, w prowincji La Rioja, w La Rioja, o powierzchni 19,29 km². W 2011 roku gmina liczyła 82 mieszkańców.